# اچ‌ام‌اس قندهار (اف۲۸)
اچ‌ام‌اس قندهار (اف۲۸) (به انگلیسی: HMS Kandahar (F28)) یک کشتی بود. این کشتی در سال ۱۹۳۹ ساخته شد.